# سیارک ۶۷۴۶
سیارک ۶۷۴۶ (به انگلیسی: 6746 Zagar، نامگذاری:1994NP) شش هزار و هفتصد و چهل و ششمین سیارک کشف شده‌است که در ۹ ژوئیه ۱۹۹۴ کشف شد.
قدر مطلق سیارک برابر ۱۲٫۷۰ است.